# Kościół Świętej Trójcy w Kościerzynie
Kościół pw. Świętej Trójcy w Kościerzynie – istniejący w Kościerzynie kościół wybudowany w stylu neobarokowym, sanktuarium maryjne.

## Historia

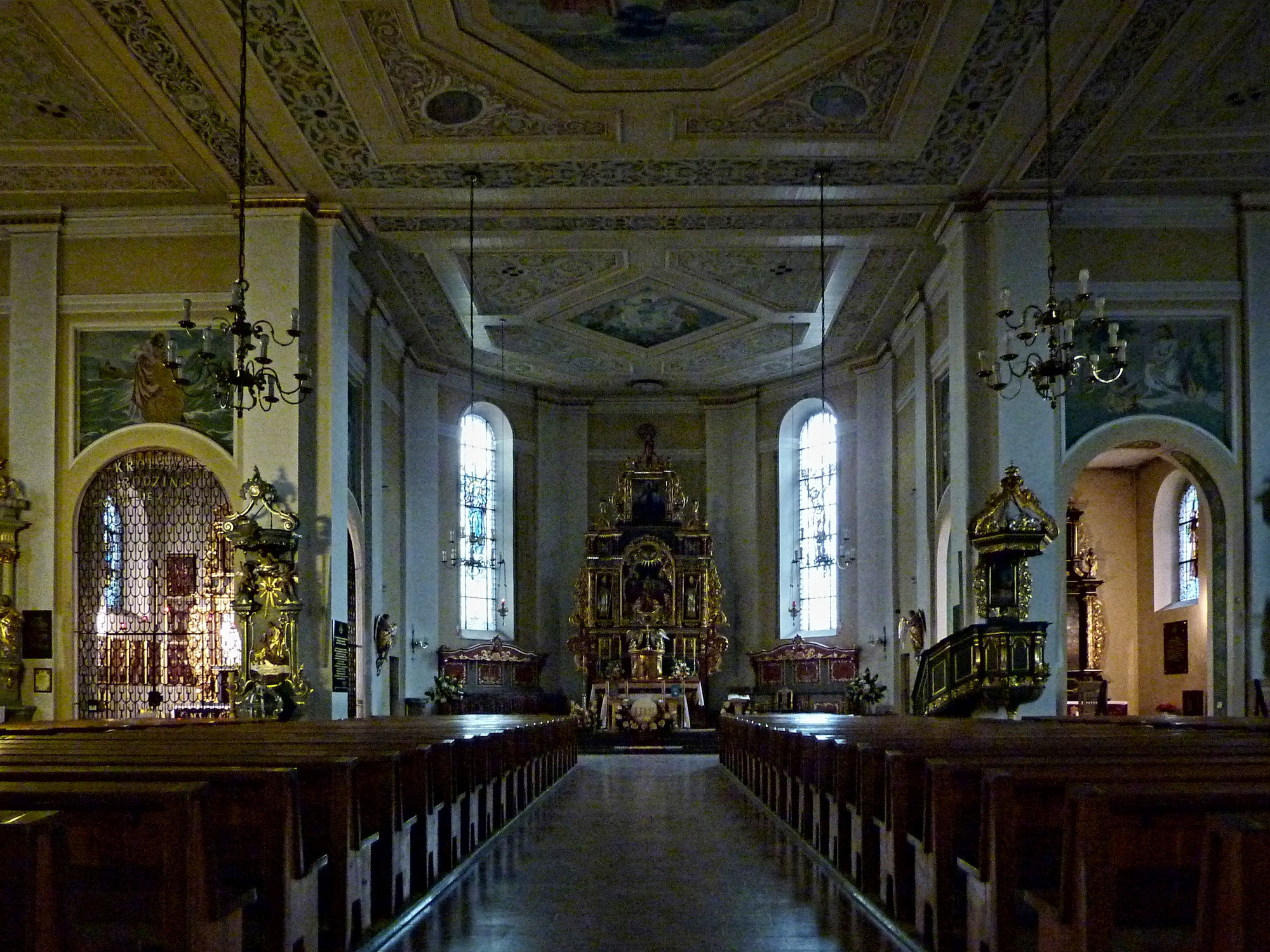
Wnętrze kościoła

Najprawdopodobniej pierwsze wzmianki o istnieniu drewnianej świątyni określa sprawozdanie z wizyty biskupiej, która odbyła się w 1583 r. Pierwszy kościół murowany stanął w roku 1642. W tych okresach budowla mocno cierpiała z wyników działań wojennych, jak i licznych pożarów. Nowy kościół wybudowano w 1724 r., a konsekrowano w 1769 r. W latach 1914–1917 wybudowano istniejący do dziś kościół, reprezentujący styl neobarokowy. W 1970 r. biskup chełmiński Kazimierz Kowalski zdecydował o utworzeniu w tej świątyni sanktuaria maryjnego. W 1997 r. świątyni został nadany tytuł Sanktuarium Maryjnego Matki Bożej Kościerskiej – Królowej Rodzin. Koronacja obrazu koronami papieskimi odbyła się 16 maja 1998 r. 

## Architektura i wyposażenie
Aktualnie kościół jest okazałą, ceglaną budowlą z trzema nawami. Wnętrze nakryte jest drewnianym stropem. Większość wyposażenia pochodzi głównie z pierwszej połowy XVIII wieku. Najstarszym zabytkiem jest obraz „Ukrzyżowanie” pochodzący z początku XVI wieku. Znajduje się on w prawym bocznym ołtarzu. Ołtarz główny pochodzi z pierwszej połowy XVII wieku. Należy do okresu przejściowego pomiędzy renesansem a barokiem. W nastawie ołtarza widnieje płaskorzeźbiona scena koronacji Najświętszej Marii Panny.
W bocznej kaplicy umieszczony jest obraz Matki Bożej z Dzieciątkiem na ręku. Jest to dzieło nieznanego malarza pochodzące z XVII wieku, kopia obrazu „Matki Bożej Śnieżnej”.